# Castell de Sant Miquel de la Vall
El Castell de Sant Miquel de la Vall, també conegut com a Castelló Sobirà de Sant Miquel de la Vall, o Castell de Sant Gervàs és un castell de l'antic terme d'Aransís, en el seu annex de Sant Miquel de la Vall, actualment englobat en el terme municipal de Gavet de la Conca, (Pallars Jussà), declarat Bé cultural d'interès nacional.
Es troba a prop del curs del Noguera Pallaresa i el seu afluent Barcedana, al nord del massís del Montsec de Rúbies. Aquesta serralada fou la frontera amb els musulmans de Lleida fins a mitjan segle xi.

## Descripció
Es tracta d'un castell medieval que incloïa dins del seu recinte el poble del mateix nom del castell. Està situat en un lloc privilegiat per al control dels diversos passos d'entrada i sortida de la comarca, per la qual cosa a l'edat mitjana tingué una importància cabdal, cosa que explica el seu volum i la magnitud de les troballes que s'hi han fet.
Ha estat excavat entre 1978 i 1980 per equips d'arqueòlegs dirigits pel Departament d'Història Medieval de la Universitat de Barcelona. El jaciment arqueològic trobat és format per un castell del segle xi, amb una torre mestra i un recinte amb bestorres, i un vilatge abandonat, clos rere una muralla, dins la qual hi havia diversos habitatges de planta rectangular, formats per dues o tres cambres, inclòs a l'Inventari del Patrimoni Arqueològic i Paleontològic de Catalunya. A l'extrem del jaciment hi ha les restes de l'església romànica de Santa Maria del Castelló Sobirà.
A l'extrem de llevant de la plataforma que acull tot el jaciment, hi ha les ruïnes del castell, la planta del qual recorda la del castell de Mur. Es conserven bastants trossos dels paraments dels murs, en alçades diferents, que mostren un aparell de carreus molt ben escairats i perfectament col·locats en filades regulars. Destaca al mig del mur de llevant la torre mestra, o de l'homenatge, així com tres bestorres.
Al centre i a l'extrem de ponent de la plataforma hi ha el vilatge abandonat, del qual només es conserven els fonaments i les primeres filades dels murs de les cases, però que han permès unes prospeccions arqueològiques que han desvetllat una part de la composició del vilatge: restes de la plaça, de carrers, i de diverses cases, entre les quals destaca l'anomenada casa rectoral.
La superfície del castell, construït amb pedra ben treballada i una bona argamassa de calç i sorra, és de 1.269 m2 i la superfície total del poblet és de 8.158,57 m2, 130 metres de llargada i 70 metres d'amplada.

## Història
El vilatge de Sant Miquel fou construït als segles xi i xii, a la banda nord del Montsec pensant en la situació fronterera i en el possible enemic islàmic. Els perills venien del migdia islàmic i la situació de Sant Miquel era immillorable. La vila degué tenir una vintena de cases habitades. Però des que Arnau Mir de Tost reconquerí la vall d'Àger s'havia fet avançar la frontera. Les lluites feudals havien desplaçat els possibles assaltants als dos flancs i al nord i la situació ja no era tan favorable tot i disposar d'una torre de vigilància al cim de la carena. Dues famílies nobiliàries es discutiren la superioritat a la zona des de començament segle xiv, els Llordà i els comtes de Pallars, enfront del priorat de Meià al qual pertanyien d'antic el castell i la vila de Sant Miquel de la Vall, i fins al 1319 es llançaren greuges mútuament. Sembla que l'any 1319 a la vila i al castell, quan Bord de Pallars els compra al priorat per 6.000 sous jaquesos, hi vivien ja només cinc famílies i el rector.
A part del despoblament produït per les pestes, a finals del segle xiv les tropes del comte de Foix i vescomte de Castellbó assaltaren violentament la vall Barcedana (1399), i aquesta destrossa, de la qual no s'escapa ni tan sols el temple de Santa Maria, pogué influir en l'abandonament ja definitiu del vilatge. El fet és que hom no hi troba els materials propis del segle xv.